# Alexandre Patrício Gouveia
Alexandre Pinto Basto Patrício Gouveia  GOIH (Lisboa, 25 de outubro de 1952 – 12 de março de 2023) foi um político, empresário e comentador português.

## Família
Filho de Afonso Patrício Gouveia (Guarda, Sé, 18 de Julho de 1915), Comendador da Ordem do Infante D. Henrique a 31 de Maio de 1973, e de sua mulher Maria Madalena d'Orey Ferreira Pinto Basto (Lisboa, 19 de Agosto de 1925), bisneta dum Alemão e descendente de Ingleses, trineta do 1.º Visconde de Atouguia e sobrinha-bisneta do 1.º Visconde de São Torquato, era irmão de Teresa Patrício Gouveia e António Patrício Gouveia, primo em segundo grau de Francisco Pinto Balsemão e primo em terceiro grau de António Capucho.

## Biografia
Tinha o curso de Gestão de Empresas pela Faculdade de Ciências Económicas e Empresariais da Universidade Católica Portuguesa de Lisboa (1977) e Pós-Graduação em Gestão de Empresas pela Universidade de Columbia em Nova York (1981).
Foi Adjunto para os Assuntos Económicos no Gabinete do Primeiro Ministro Francisco Pinto Balsemão entre 1981 e 1983 e Adjunto do Gabinete do Ministro do Comércio e Turismo Álvaro Barreto entre 1983 e 1984.
De 1984 a 1996 foi Vice-Presidente do Banco Chemical Portugal, S.A., de 1991 a 2006 foi Administrador da Cidade Gestão S.A., de 1997 a 2006 foi Administrador da Cidade Trabalho S.A. e de 1996 a 2006 foi Administrador do El Corte Inglés Portugal, S.A.. À data da sua morte, era presidente da Fundação Batalha de Aljubarrota.
Era convidado ocasional do programa Olhos nos Olhos na TVI24 e do programa Negócios da Semana da SIC Notícias.
A 24 de janeiro de 2023, foi agraciado com o grau de Grande-Oficial da Ordem do Infante D. Henrique.
Morreu a 12 de março de 2023, aos 70 anos, na sequência de doença prolongada.

## Casamento e descendência
Alexandre Patrício Gouveia casou com Vera Martins Pinto Teixeira (c. 1960), da qual teve uma filha: 
- Maria Teresa Pinto Teixeira Patrício [de] Gouveia (c. 1998)